# دنی کارسون
دنی کارسون (انگلیسی: Danny Carson؛ زادهٔ ۲ فوریهٔ ۱۹۸۱) بازیکن فوتبال اهل بریتانیا است.